# Серпотта, Джакомо
Джакомо Серпотта (итал. Giacomo Serpotta; 10 марта 1656, Палермо — 27 февраля 1732, Палермо) — итальянский живописец и скульптор, лепщик-декоратор периода маньеризма. Pаботал в Палермо на Сицилии.

## Биография
Джакомо Серпотта родился и умер в Палермо; и, возможно, никогда не покидал Сицилию. Семья Серпотта, включая его брата Джузеппе (1653—1719) и сына Прокопио (1679—1755), была чрезвычайно плодовита и хорошо известна в Палермо и окрестностях. Члены этой семьи украшали скульптурой и лепными рельефами церкви и оратории (молитвенные дома). Мастерство и лёгкость Джакомо Серпотты в лепном декоре стукко (гипса), по-видимому, возникли без наставничества или прямого воздействия основного течения в скульптуре итальянского барокко. Рудольф Виттковер характеризовал его творчество как «отклонение от нормы в ином провинциальном пейзаже» и назвал его «метеором в сицилийском небе».
В 1677 году вместе с Прокопио де Феррари он расписал небольшую церковь Мадонна дель Итрия в Монреале (Сицилия). Его первая самостоятельная работа, по-видимому, относится к 1682 году и связана с конной статуей Карла II Испанского и Сицилийского, отлитой из бронзы Гаспаре Романо.
Наиболее известная работа Джакомо Серпотты — oформление интерьера Оратория Сан-Лоренцо (1699—1706). Он также выполнил аналогичные работы для ораториев Санта-Чита, Розарио ди Сан-Доменико, Сан-Меркурио, Санта-Катерина и капеллы для «Приюта Палермо» (Ospedale di Palermo). Его произведения для оратория «Общества милосердия святого Варфоломея неисцелимого» (Compagna della Carità di San Bartolomeo degli Incurabili) в Палермо были утрачены.
Cерпотта также украсил дворец архиепископа в Санта-Кьяре, монастырь Сан-Франческо-ди-Паола, называемый «Бадиа Нуова» (Новый монастырь) и церковь Санти-Косма-э-Дамиано (называемой «Санта-Кьяра», поскольку она была присоединена к монастырю кларисок) в Алькамо.

## Галерея
- Интерьер Оратория-дель-Розарио в церкви Сан-Доменико. Палермо
- Интерьер Оратория Сан-Лоренцо. Палермо
- Мученичество Святого Лаврентия
- Аллегория благотворительности
- Декор стукко Oратория-дель-Розарио-ди-Санта-Чита. 1686–1718. Палермо
- Интерьер Оратория Санта-Чита. Деталь
- Святой Доминик умоляет Деву Марию помочь христианам в битве при Лепанто. Oраторий-дель-Розарио-ди-Санта-Чита
- Интерьер Оратория Санта-Катерина (Святой Екатерины Александрийской)
- Интерьер Оратория Сан-Меркурио
- Статуя Юстиции. 1722. Стукко. Церковь Санти-Косма-э-Дамиано, Алькамо
- Святой Пётр. Стукко. Монастырь Сан-Франческо-ди-Паола («Бадиа Нуова»)